# Francine Tumushime
Francine Tumushime, là một chính trị gia Rwanda, từng giữ chức bộ trưởng nội các của Đất và Lâm nghiệp (Minilaf), kể từ ngày 31 tháng 8 năm 2017. Danh dự Francine TUMUSHIME được bổ nhiệm làm Bộ trưởng Bộ Đất đai và Lâm nghiệp kể từ ngày 30 tháng 8 năm 2017, với sứ mệnh đảm bảo bảo vệ, bảo tồn và phát triển bền vững các vùng đất và lâm nghiệp.

## Lý lịch
Tumusiime là một công dân Rumani, người đã từng là một phần của nền công vụ Rwandan vào đầu năm 2012. Tiếng Anh Francine TUMUSHIME có bằng Thạc sĩ Quản trị kinh doanh, với chuyên ngành 'Quản lý dự án từ Trường Quản lý Maastricht, Hà Lan. Bà cũng có bằng Kỹ sư về Nông nghiệp và Văn bằng Diplôme de Ứng cử viên khoa học của Đại học Quốc gia Burundi
Tiếng Anh Francine TUMUSHIME nói tiếng Kinyarwanda; Người Pháp; Tiếng Anh và tiếng Swahili.

## Sự nghiệp
Trước cuộc hẹn của bà đến Nội các, Eng. Francine TUMUSHIME từng là Điều phối viên của Đơn vị thực hiện các dự án duy nhất của Ngân hàng Thế giới trong Bộ Nông nghiệp và Tài nguyên Động vật. Bà cũng đã phục vụ trong nhiều năm với tư cách là Điều phối viên quốc gia của dự án do IFAD tài trợ phụ trách thúc đẩy các doanh nghiệp nhỏ và siêu nhỏ nông thôn thuộc Bộ Thương mại và công nghiệp.
Trong hơn 10 năm, Eng. Francine Tumushime đã làm việc tốt với các đối tác công cộng và phát triển tài trợ cho các dự án và chương trình trong lĩnh vực nông nghiệp, tài nguyên thiên nhiên, phát triển nông thôn và bảo vệ xã hội trong số những người khác.
Ngoài ra, Tiếng Anh Francine Tumushime phục vụ trong Hội đồng quản trị của một số tổ chức chính phủ bao gồm Cơ quan phát triển thực thể hành chính địa phương (LODA), Hội đồng nông nghiệp Rwanda (RAB), Cơ quan hợp tác Rwanda (RCA) và Cơ quan phát triển nông nghiệp Rwanda (RADA.
Kể từ năm 2012, cho đến tháng 3 năm 2016, Hon. Francine Tumushime từng là Tổng giám đốc phụ trách phát triển cộng đồng và các vấn đề xã hội trong Bộ Chính quyền địa phương (Minaloc). Khi bà rời Minaloc vào ngày 3 tháng 5 năm 2016, bà đã được thay thế bởi Sheikh Hassa Bahame.
Vào ngày 31 tháng 8 năm 2017, bà đã tuyên thệ nhậm chức bộ trưởng nội các về đất đai và lâm nghiệp. Vùng đất và mỏ khai thác lâm nghiệp đã được tạo ra từ Bộ tài nguyên thiên nhiên, vào tháng 8 năm 2017, biến Bộ môi trường thành một mỏ vịt độc lập của riêng mình và giải tán Bộ tài nguyên thiên nhiên.